# DI-6 (航空機)

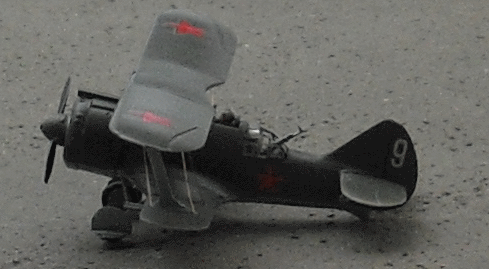
DI-6 Schの模型

コチェリギンDI-6（Kochyerigin DI-6 または TsKB-11; Russian: Кочеригин ДИ-6/ЦКБ-11）は1930年代のソビエト連邦の複座戦闘機である。引き込み脚を採用した最初の複葉戦闘機である。
ソビエト中央設計局で戦闘機または武装を変更して地上攻撃機として開発された。当初、液冷V-12エンジンの装備が計画されたが、エンジンの開発が遅れ、輸入されたライト R-1820 空冷星型エンジンが採用された。1934年9月30日に初飛行し、1935年初めから試験が始められた。試験中に多くの問題が見られたが量産が始められ、1937年春には、空軍への納入が開始された。振動の発生や、後方機銃の射界がせまいことのなどの問題の解決のために重量が160kgも増加したが、1939年まで生産は続けられた。
単張間の木金混製の複葉機で、主脚はケーブルで引き込む構造であった。パイロットのコクピットは開放式で銃士席は一部がカバーされていた。広い射撃の射界をえるために銃士はパイロットより低い位置の席に位置した。
1939年のノモンハン事件やフィンランドとの冬戦争にも参加したとする説があるが、すでに時代遅れの機体となっていた。

## 派生型
- DI-6bis ：固定脚の練習機
- DI-6Sh (TsKB-11Sh, TsKB-38)：操縦席に防弾装甲をつけ、PV-1機銃4丁を下翼に装備した地上攻撃機、生産数60機
- DI-6MMSh： M-300 Xエンジンの試作機、量産されず。

## 仕様
- 乗員：2名
- 全長：6.87 m
- 全幅：9.94 m
- 全高：3.2 m
- 翼面積：25.15 m²
- 空虚重量：1,360 kg
- 全備重量：1,955 kg
- エンジン：Shvetsov M-25 radial engine, 522 kW (700 hp)
- 武装 ： 3× 7.62 mm (0.3 in) ShKAS 機銃、2基は非同期前方機銃、1基は後方機銃、40 kg爆弾

### 性能
- 最大速度：372 km/h
- 航続距離：500 km
- 実用上昇限度：7,700 m